# Monodontium mutabile
Monodontium mutabile är en spindelart som beskrevs av Kulczynski 1908. Monodontium mutabile ingår i släktet Monodontium och familjen Barychelidae.

## Underarter
Arten delas in i följande underarter:
- M. m. minus
- M. m. oculatissimum
- M. m. oculatior
- M. m. tetrathela